# Vinculação de nomes (computação)
Em linguagens de programação, vinculação de nomes (ou amarração de nomes) é a associação de objetos (dados e/ou código) com identificadores. Um identificador associado a um objeto é dito referênciar este objeto. Linguagens de máquina não tem nenhuma noção de identificadores embutida,  mas vinculações nome-objeto como um serviço e notação para o programador são implementados por linguagens de programação. A vinculação está intimamente ligada com o escopo, pois o escopo determina quais nomes são vinculados a quais os objetos em um sentido lexical, bem como sobre o tempo de execução relativo.
A utilização de um identificador id em um contexto que estabelece uma vinculação para id é chamado de uma ocorrência de vinculação (ou definição). Em todas as outras ocorrências (por exemplo, em expressões, atribuições e chamadas de subprograma), um identificador representa aquilo a que está vinculado a;

## Tempo de vinculação
A vinculação de nomes antes de o programa ser executado, ou seja, em tempo de compilação, é chamada de estática (também chamada "antecipada"
); ligações realizadas durante a execução do programa são chamadas de dinâmicas ( também "tardias" ou "virtuais").
Um exemplo de uma vinculação estática é uma chamada direta de função  C: a função referenciada pelo identificador não pode mudar durante a execução.
Mas um exemplo de vinculação dinâmica é a resolução dinâmica (dynamic dispatch), como na chamada de um método virtual em C++. Uma vez que o tipo específico de um objeto polimórfico não é conhecido antes do tempo de execução (em geral), a função executada é vinculada dinamicamente. Tomemos, por exemplo, o seguinte código em Java:
```
 
public
 
void
 
foo
(
List
<
String
>
 
list
)
 
{

     
list
.
add
(
"bar"
);

 
}

```

É list uma referência a uma LinkedList, um ArrayList, ou algum outro subtipo de List? O método realmente referenciado por add não é conhecido até o momento da execução. Em uma linguagem como C, a função realmente referenciada é conhecida.

## Vinculação em agregados de dados
A vinculação em objetos agregados de dados, como registros (records ou structs) é uma questão mais complexa. Um agregado de dados, embora vinculado a um único nome é amarrado a múltiplos locais. Os componentes individuais são objetos de dados com tipo, valor e vinculações próprias mas não são vinculados a um nome simples e sim, por um nome composto.

## Vinculação a múltiplos nomes
Algumas vezes é conveniente vincular múltiplos nomes a um único objeto de armazenamento. Isto é feito freqüentemente para associar um segundo tipo de dados a este objeto ou empacotar objetos logicamente independentes em um grupo para facilitar a sua manipulação.
Exemplos de vinculação de múltiplos nomes são:
- A declaração EQUIVALENCE da linguagem Fortran
- O tipo União na linguagem C
- A cláusula REDEFINES da linguagem COBOL

## Revinculação e mutação
Revinculação não deve ser confundido com mutação - "revinculação" é uma alteração no identificador referenciado; "mutação" é uma mudança para o valor referenciado. Considere o seguinte código Java:
```
 
LinkedList
<
String
>
 
list
;

 
list
 
=
 
new
 
LinkedList
<
String
>
();

 
list
.
add
(
"foo"
);

 
list
 
=
 
null
;

```

O identificador list inicialmente não referência nada (estão não inicializado); É então revinculado para referenciar a um objeto (uma lista ligada de strings - "LinkedList"). A LinkedList (lista ligada) referenciada por list então é mutada, adicionando-se uma string para a lista. Finalmente, list é revinculada para null.

## Vinculação estática tardia
Vinculação estática tardia é uma variante de vinculação situada em algum lugar entre a vinculação estática e a dinâmica. Considere o seguinte exemplo em PHP:
```
class
 
A
 
{

    
static
 
$word
 
=
 
"hello"
;

    
static
 
function
 
hello
()
 
{
print
 
self
::
$word
;}

}

class
 
B
 
extends
 
A
 
{

    
static
 
$word
 
=
 
"bye"
;

}

B
::
hello
();

```

Neste exemplo, o interpretador PHP liga a função hello() a uma classe A, e assim a chamada B::hello() produz a string "hello". Se a semântica de "self::$word" tivesse sido baseada em uma "vinculação estática tardia", então o resultado teria sido "bye".
A partir da versão 5.3 do PHP, a vinculação estática tardia passou a ser suportada . Especificamente, se "self::$word" no exemplo acima for alteradas para "static::$word", como mostrado no bloco seguinte, o resultado da chamada para B::hello() seria "bye":
```
class
 
A
 
{

    
static
 
$word
 
=
 
"hello"
;

    
static
 
function
 
hello
()
 
{
print
 
static
::
$word
;}

}

class
 
B
 
extends
 
A
 
{

    
static
 
$word
 
=
 
"bye"
;

}

B
::
hello
();

```